# جيم باورز
جيم باورز (بالإنجليزية: Jim Powers)‏ هو مصارع محترف أمريكي، ولد في 4 مارس 1958 في شرق راذرفورد في الولايات المتحدة.

## وصلات خارجية
- جيم باورز على موقع CageMatch worker (الإنجليزية)
- جيم باورز على موقع قاعدة بيانات المصارعة على الإنترنت (الإنجليزية)

- جيم باورز على موقع IMDb (الإنجليزية)
- جيم باورز على موقع كينوبويسك (الروسية)